# 懷皮奧 (夏威夷州)
懷皮奧（英語：Waipio）是位於美國夏威夷州檀香山縣的一個人口普查指定地區。

## 地理
懷皮奧的座標為21°25′05″N 157°59′53″W / 21.41806°N 157.99806°W，而該地最高點為海拔高度116米（即381英尺）。

## 人口
根據2010年美國人口普查的數據，懷皮奧的面積為3.10平方千米，均為陸地。當地共有人口11674人，而人口密度為每平方千米3,765.81人。